# Engelhartstetten
Engelhartstetten là một thị trấn ở huyện Gänserndorf thuộc bang Niederösterreich nước Áo. Đô thị Engelhartstetten có diện tích 65,66 km², dân số năm 2001 là 1807 người.